# .mt
.mt — в Інтернеті, національний домен верхнього рівня (ccTLD) для Мальти.

## Домени 2-го та 3-го рівнів
В січні 2007 року в цьому національному домені нараховувалось 1,5 млн вебсторінок, в липні 2020 - 12,7 млн.
У наш час використовуються та приймають реєстрації доменів 3-го рівня такі доменні суфікси (відповідно, існують такі домени 2-го рівня):
| Суфікс  | Регламентовані користувачі                                            |
| .com.mt | Комерційні установи, корпорації                                       |
| .edu.mt | Наукові та дослідницькі установи, коледжі, університети або інститути |
| .gov.mt | Державні та урядові установи                                          |
| .net.mt | Провайдери, організації, пов'язані з мережами                         |
| .org.mt | Неприбуткові, неурядові організації                                   |